# Driekoningenkapel

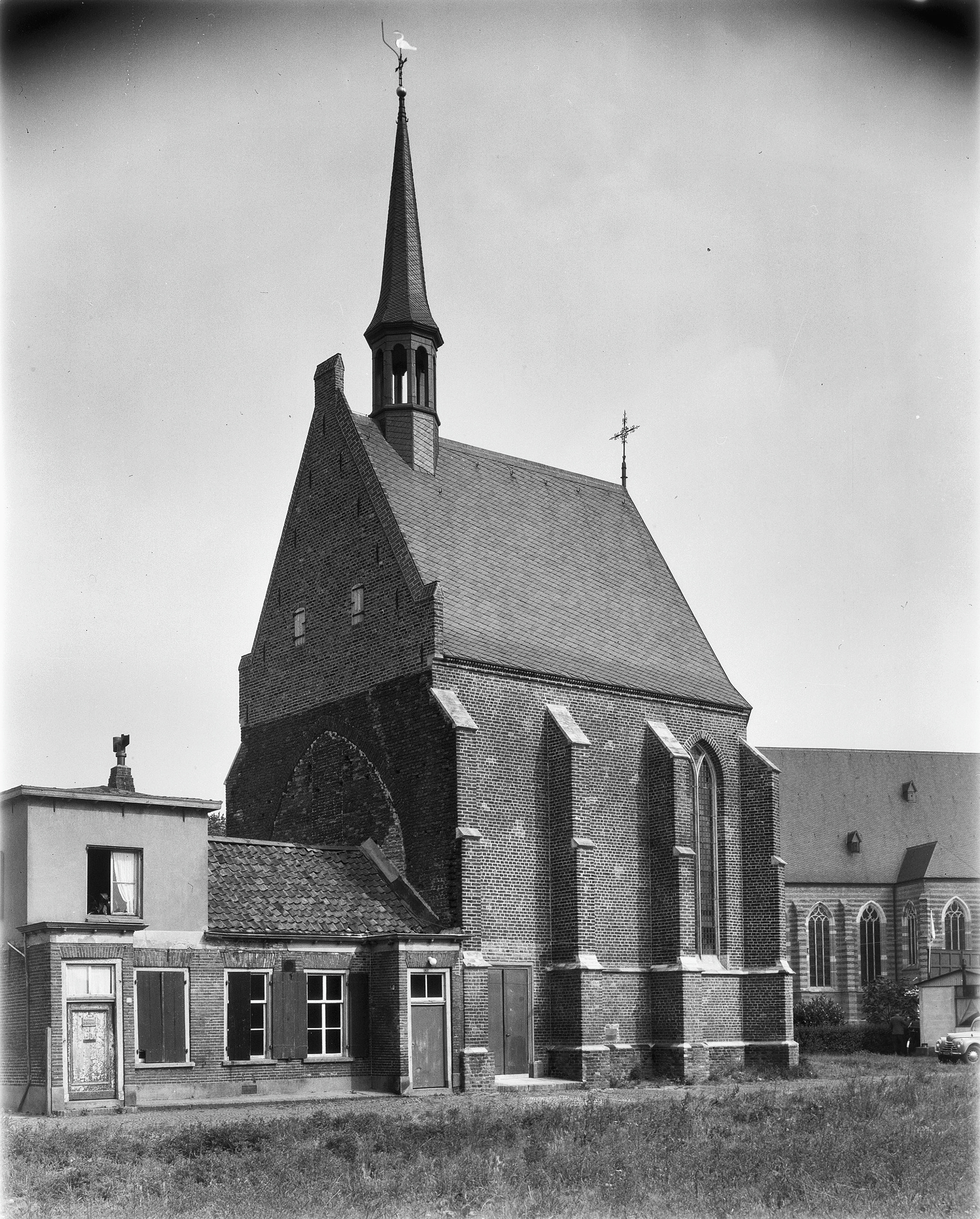
Driekoningenkapel

De Driekoningenkapel (ook: Gasthuiskapel) is een kerk en rijksmonument aan de Gasthuissteeg in de wijk Centrum van Doetinchem (Nederlandse provincie Gelderland). Van oorsprong is de kerk Evangelisch Luthers.
In de Tweede Wereldoorlog werd de kapel zwaar beschadigd. In 1948 werd met de restauratiewerkzaamheden begonnen en werd het gotische torentje weer in de oorspronkelijke staat hersteld.
Van 1762 tot en met 2008 was de kapel in gebruik bij de Evangelisch-Lutherse Gemeente Doetinchem. In 2008 is de gemeente opgegaan in de Protestantse Gemeente Doetinchem.